# Агенција за СИС
Агенција за СИС или Агенција за све и свашта је српска телевизијска серија снимана 2006. године у режији Милана Кнежевића и Југ Радивојевића. Премијерно је емитована у периоду од 2. октобра 2006 до 21. маја 2007. године на телевизији Пинк, а потом је сниман наставак под називом Кафаница близу СИС-а.

## Радња
Агенција за све и свашта је власотиначко предузеће које решава све проблеме својих клијената, у Јужној Србији али и шире. Оснивач и власник агенције је Спиридон Дон Карамарковић, незнани јунак и бивши припадник Легије странаца, има контакте и везе у свим структурама, експерт за сва питања и најшкртији газда на свету. Његов помоћник је сестрић Муља, а за административне послове је задужена братаница Роза, велика љубитељка бурека, која такође мења и газду Спиридона када је одсутан. Једини сарадник Агенције који није Спиридонов рођак је Сотир, експерт за правна и економска питања који је одушевио Спиридона када му је убедљиво нудио лажне антиквитете.

## Улоге
| Глумац                  | Улога                                 |
| ----------------------- | ------------------------------------- |
| Никола Симић            | Спиридон Дон Карамарковић             |
| Богољуб Митић           | Муља Карамарковић                     |
| Катарина Марковић       | Роза Карамарковић                     |
| Миленко Павлов          | Сотир Наплатковић                     |
| Дејан Тончић            | Гвозден Анђелковић Анђелко, полицајац |
| Божидар Стошић          | Живко Вампир                          |
| Љиљана Стјепановић      | Неранџа, свекрва                      |
| Душан Радовић           | Обрен, супруг                         |
| Биљана Николић          | Оливера, супруга                      |
| Власта Велисављевић     | деда Аврам                            |
| Тања Пјевац             | Лепосава                              |
| Ана Сакић               | Мерлинка                              |
| Слободан Нинковић       | Риста                                 |
| Драго Чумић             | Крвожедни Џон, непријатељ             |
| Радисав Радојковић      | Мита                                  |
| Љиљана Цинцар-Даниловић | Хармоника                             |
| Борис Комненић          | Стева                                 |
| Горица Поповић          | Деса, оперска певачица                |
| Јелица Сретеновић       | Милица                                |
| Небојша Љубишић         | Гитара                                |
| Марко Стојановић        | Славко                                |
| Душан Јакишић           | Павле                                 |
| Зоран Ранкић            | Миодраг                               |
| Бранко Јеринић          | Пантелија                             |
| Младен Нелевић          | Боњо                                  |
| Марија Јакшић           | Вукица                                |
| Соња Кнежевић           | Веселинка                             |